# Heteropsylla cubana
Heteropsylla cubana là một loài côn trùng trong họ Psyllidae. Loài này được Crawfor miêu tả khoa học đầu tiên năm 1914.
Đây là loài gây hại của cây Leucaena leucocephala, phát triển phổ biến ở Burundi.